# Zdeněk Bureš
Zdeněk Bureš (* 10. února 1957 Brno) je český herec. V roce 1979 vystudoval činoherní herectví na Janáčkově akademii múzických umění v Brně a od 1. srpna 1979 je členem souboru Městského divadla Brno.

## Role z Městského divadla Brno
- Poručík Bilrot – Cikáni jdou do nebe
- Jan Špička – My Fair Lady (ze Zelňáku)
- Izák Herskovič – Koločava
- Strážník – Hello, Dolly!
- Dupont, ředitel hotelu – Dokonalá svatba
- Inspektor – Škola základ života (hudební komedie)
- Klubko – Sny svatojánských nocí
- Mushnik – Kvítek z horrroru
- Starý pán – Zkrocení zlé ženy
- pastor Harper, pan Gibbs, pan Witherspoon – Jezinky a bezinky
- pan Knurr – Mefisto